# 鈴木友治郎
鈴木 友治郎（すずき ともじろう、1864年10月11日（元治元年9月11日） - 1923年（大正12年）7月22日）は、日本の政治家、衆議院議員（3期）。

## 経歴
愛知県出身。英語と漢学を学ぶ。呉服商を営む。西尾町(現・西尾市)会議員、同町長、幡豆郡会議員、同参事会員、同議長、愛知県会議員、同参事会員、地方森林会議員、西尾米穀取引所理事長となる。
1898年の第5回衆議院議員総選挙において愛知8区から無所属で立候補して当選した。以来当選3回。同年の第6回衆議院議員総選挙で落選。1904年の第9回衆議院議員総選挙において愛知県郡部から立憲政友会公認でで立候補して当選した。1908年の第10回衆議院議員総選挙で再選した。1912年の第11回衆議院議員総選挙には出馬しなかった。1923年に死去した。